# Pirkoï ben Baboï
Pirkoï ben Baboï (hébreu : פירקוי בן באבוי) est un talmudiste des VIIIe et IXe siècles, principalement connu pour une épître polémique à l’égard des traditions de la terre d’Israël, rédigée à l’intention des Juifs de Kairouan.

## Éléments biographiques
Pirkoï ben Baboï serait natif, selon Jacob Nahum Epstein, de Babylonie tandis que selon Louis Ginzberg, il serait né en terre d'Israël et se serait installé en Babylonie où il aurait écrit son Iggeret.
Il se présente comme disciple de Rav Abba (auteur des Halakhot deRav Abba, une compilation de lois imitant les Halakhot Pessoukot), le disciple de Yehoudaï Gaon de Soura bien que Pirkoï semble adhérer dans son épître aux coutumes de Poumbedita. Il affirme, dans l’introduction, poursuivre leur œuvre car Yehoudaï Gaon aurait, selon lui, été le premier à prier par le biais de missives les académies de la terre d’Israël de renoncer à leurs coutumes.

## Œuvre
L’Iggeret de Pirkoï ben Baboï est un traité de Halakha où l'auteur enjoint à ses destinataires d'adopter les lois et coutumes en vigueur dans le judaïsme babylonien, basées sur le Talmud de Babylone, et à rejeter celles de la terre d'Israël, basées sur le Talmud de Jérusalem. Les académies babyloniennes seraient la seule source du monde où les détails de la Loi orale peuvent être connus. En effet, la terre d'Israël vit depuis longtemps sous « le joug d'Edom » (c'est-à-dire sous domination chrétienne) et les traditions ont été, selon l'auteur, oubliées du fait des persécutions permanentes exercées à l'encontre des Juifs ; les pratiques ne sont pas conformes à la Torah, mais sont des « coutumes de persécution » (minhaggei shemad). Parmi ces coutumes, l'auteur est particulièrement opposé au piyyout, la poésie liturgique, dont le genre est florissant en terre d'Israël. L'auteur critique également ceux des disciples des académies babyloniennes qui, arrivés en Afrique du Nord, ont adopté les coutumes de la terre d'Israël.
Cette lettre est le plus ancien document conservé se faisant l'écho de la lutte d'influence entre les deux grands centres traditionnels du monde juif, qui s'étala sur l'ensemble de la période des Gueonim. De par son insistance appuyée sur l'importance de la Loi orale, elle pourrait également avoir des visées anti-karaïtes, ce mouvement étant né au VIIIe siècle et plaçant l'exégèse personnelle au-dessus de toute tradition reçue, en particulier la Loi orale, dont il conteste le caractère divin et révélé.
Il se peut que l’Iggeret ait été envoyée aux Juifs en terre d'Israël, mais il est généralement admis qu'elle l'a été aux Juifs de Kairouan vers 812 EC, le judaïsme d'Afrique du Nord se trouvant à l'époque sous l'influence de la terre d'Israël. La lettre fait en outre allusion à de nombreux centres d'études en Afrique et en Espagne, développés par les Juifs vivant à Kairouan ou ayant émigré en Espagne à une époque de relative tranquillité et prospérité.
Des fragments de cette lettre se trouvaient dans diverses bibliothèques (Saint-Pétersbourg, Oxford, Cambridge) et dans la Gueniza du Caire. Ils ont été publiés à partir de 1903 par Abraham Harkavy et Louis Ginzberg puis par Jacob Mann, qui identifia Pirkoï ben Baboï comme leur auteur. D'autres fragments ont été publiés depuis.